# سرخ‌پاندایان
سرخ‌پاندایان (نام علمی: Ailuridae) نام یک تیره از زیرراسته سگ‌واران است.